# Al Ghubaiba
Al Ghubaiba (in arabo الغبيبة, āl-Ghabība) è una stazione della metropolitana di Dubai della linea verde. Venne inaugurata il 9 settembre 2011 e aperta al pubblico il giorno successivo.